# Evert Cornelis
Evert Cornelis (Amsterdam, 5 december 1884 – Bilthoven, gemeente De Bilt, 23 november 1931) was een Nederlandse dirigent en organist.

## Persoonlijk
Hij was de zoon van de steendrukker Arnold George Cornelis en Evertje Oostervink. Hij groeide op in een gereformeerd, amuzikaal milieu, maar toch trad zijn talent al vroeg aan het licht.
Op 6 februari 1908 trouwde hij met Hilda Whitley. Zij kregen een dochter en een zoon, Evert Cornelis (jr.), die jurist werd en na de Tweede Wereldoorlog directeur en intendant was van verschillende culturele instellingen, waaronder het Residentie Orkest, het Holland Festival en De Nederlandse Opera.

## Leven en werk

### Vroege jaren
Met steun van Daniël de Lange kreeg Cornelis een beurs voor de muziekschool en als 15-jarige ging hij naar het Amsterdamsch Conservatorium. Zijn docenten waren Jean-Baptiste de Pauw (orgel en piano) en Bernard Zweers (compositie). Na het behalen van de Prix d'Excellence voor orgel in 1904 was hij organist in Ouderkerk aan de Amstel en later, tot 1923, in de Oude Lutherse kerk in Amsterdam. Toen al stond hij bekend om zijn gevarieerde repertoirekeuze. Zo brak hij een lans voor de muziek van Max Reger, die toen 'moeilijk' werd gevonden.
Omdat zijn belangstelling meer uitging naar het dirigeren, werd hij in 1904 repetitor bij de Koninklijke Vlaamse Opera in Antwerpen en later assistent-dirigent bij de kortstondig heropgerichte Nederlandsche Opera van Cornelis van der Linden. Tussendoor begeleidde hij de sopraanzangeres Alida Loman-Lütkemann (1869 - 1932) op een tournee door Nederlands-Indië en Australië in 1907.

### Concertgebouworkest

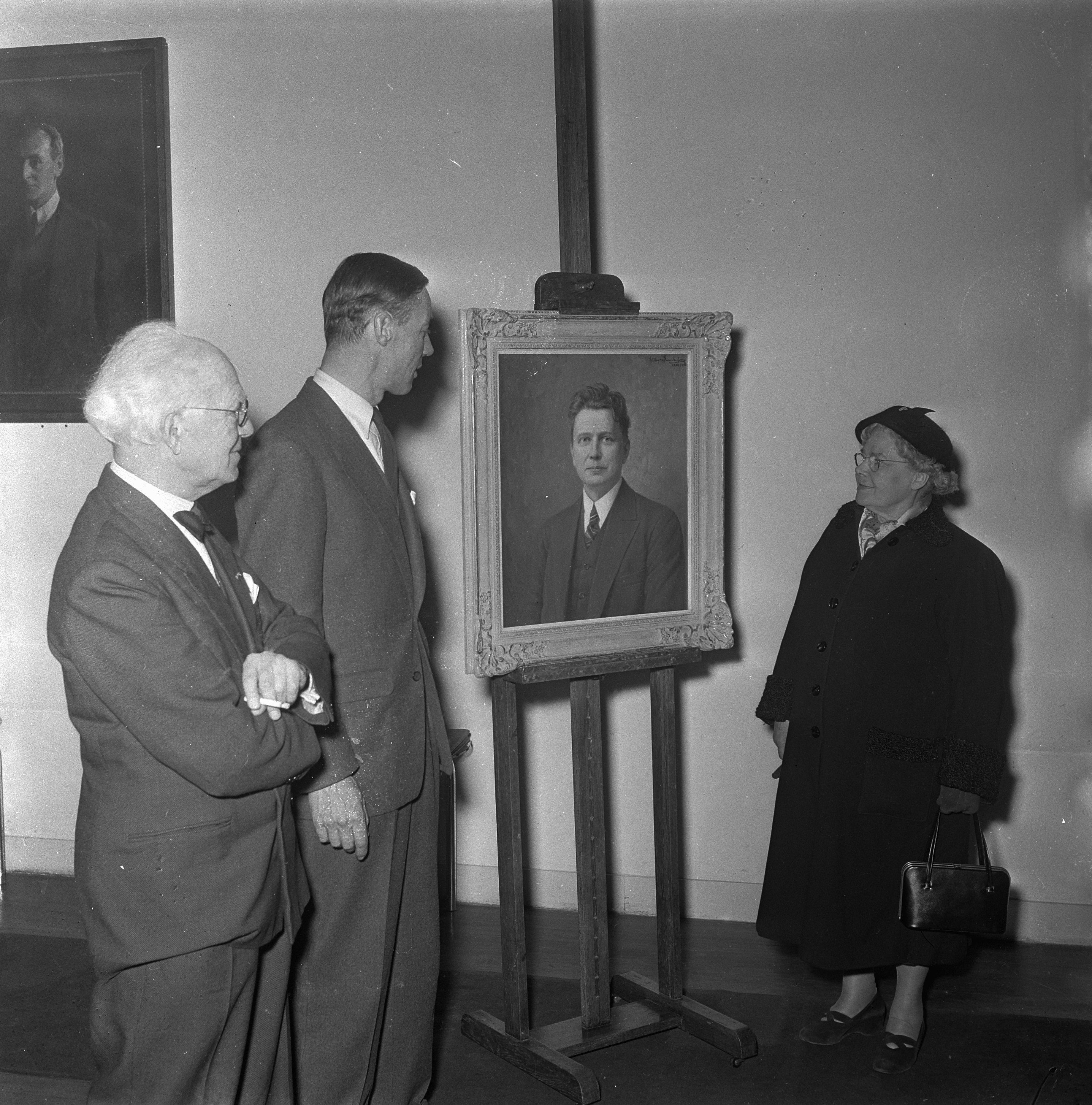
Op 22 januari 1954 werd het portret van Evert Cornelis, geschilderd door Willem van Nieuwenhoven, aangeboden aan het Concertgebouw.

Nadat hij al in 1908 vergeefs aan Willem Mengelberg had gevraagd of hij tweede dirigent kon worden bij het Concertgebouworkest, nodigde deze hem in 1909 inderdaad daartoe uit. Aanvankelijk had hij een ondergeschikte positie, maar gaandeweg wist hij zich onmisbaar te maken. Hij breidde het repertoire van dit orkest uit met zowel eigentijdse klassieke muziek als oude muziek, waarvoor Mengelberg en de andere tweede dirigent Cornelis Dopper minder belangstelling hadden. Tot zijn voorkeuren behoorde ook de muziek van Debussy en Ravel.
In 1918-19 raakte hij verwikkeld in het conflict tussen Matthijs Vermeulen en het bestuur van het Concertgebouworkest. Vermeulen had een persoonlijke aanval op Dopper gericht en het programmabeleid van Mengelberg in krachtige bewoordingen bekritiseerd. Toen het conflict escaleerde, werd een concert van Evert Cornelis verstoord door actievoerders, onder wie de kunstenaar en activist Erich Wichman en de componist Daniël Ruyneman. Daarbij gaf hij openlijk te kennen dat hij het eens was met de kritiek van Vermeulen en zijn medestanders. Dit kostte hem zijn baan als tweede dirigent. Mengelberg liet merken dat hij in de ambitieuze en vooruitstrevende Cornelis een bedreiging zag. Hij sprak zelfs van "de staatsgreep van Evert Cornelis", die echter slechts zijdelings bij het tumult betrokken was en ook na zijn ontslag bleef getuigen van "de buitengewone beteekenis van Mengelberg als orkest-dirigent".
In de dirigentenfoyer van het Concertgebouw hangt sinds 1954 een olieverfportret van Evert Cornelis, geschilderd door Willem van Nieuwenhoven (1879-1973).

### Berthe Seroen
Vervolgens hield hij zich enkele jaren vooral bezig met solospel, kamermuziek, koordirectie en het begeleiden van de Belgische sopraan Berthe Seroen (1882-1957), met wie hij in totaal veertien jaar samenwerkte. De Seroen-Cornelisavonden, waarin onder meer liederen van Franse componisten als Ernest Chausson, Henri Duparc, Gabriel Fauré, Claude Debussy en Maurice Ravel werden geïntroduceerd, hadden groot succes.

### USO
In 1922 werd hij aangesteld als chef-dirigent van het Utrechts Stedelijk Orkest (USO). Het abrupte vertrek van zijn voorganger Jan van Gilse - na langdurige conflicten met Willem Pijper en met het bestuur van concertzaal Tivoli - had het orkest gedemoraliseerd, maar Evert Cornelis wist het weer tot bloei en op hoog peil te brengen. Met een zowel gedurfde als doordachte repertoirekeuze, die hij voorzag van uitvoerige programmatoelichtingen, introduceerde hij veel Nederlandse en buitenlandse muziek uit de 20e eeuw (van onder meer Stravinsky, Honegger, Bartók, Kodály, Schönberg en Webern), maar ook uit andere stijlperiodes. Hij behoorde tot de weinige dirigenten die in die tijd symfonieën van Bruckner programmeerden. In het bijzonder prezen critici zijn vertolking van de Symfonie in d van César Franck. Hij was een pleitbezorger van de Franse componist Charles Tournemire, die twee werken aan hem opdroeg. Met het USO gaf hij ook concertante uitvoeringen van complete opera's, zoals Debussy's Pelléas et Mélisande, met Berthe Seroen in de rol van Mélisande. Ook koos hij Britse muziek die in Nederland zelden aan bod kwam, van onder anderen Frederick Delius en Ralph Vaughan Williams. Zijn programma's maakten zoveel indruk, dat nog 25 jaar na zijn dood de muziekpublicist Wouter Paap schreef: "Voor de muziekkenner is het een even groot genot, de programma's van Evert Cornelis door te nemen, als het voor de wijnkenner een genoegen is, de catalogus van zijn wijnhandelaar in ogenschouw te nemen".
Ook op het gebied van de authentieke uitvoeringspraktijk van barokmuziek was hij een pionier, bijvoorbeeld in het gebruik van het klavecimbel voor de basso continuo. Na het overlijden van Johan Schoonderbeek in 1927 leidde hij ook de Nederlandse Bachvereniging en voerde daarmee als eerste Bachs Matthäus-Passion en Johannes-Passion uit in complete vorm zonder de gebruikelijke coupures. Hij was ook de eerste in Nederland die voor de Messiah van Händel, die altijd in het Duits werd gezongen, de Engelse tekst gebruikte.
Ondanks een zwakke gezondheid gold Cornelis als een actief musicus en harde werker. Lijdend aan een ongeneeslijke ziekte kwam hij twaalf dagen voor zijn dood nog zijn bed uit om een abonnementsconcert te dirigeren. Kort voor zijn 47e verjaardag overleed hij in zijn woonplaats Bilthoven.
Het Utrechtse TivoliVredenburg bezit een bronzen borstbeeld van Evert Cornelis, vervaardigd door de beeldhouwster Gra Rueb (1885-1972), dat in 1956 werd onthuld in het toenmalige Tivoli.
- Bibliothèque nationale de France: cb156122213 (data)
- Biografisch Portaal: 04721180
- Gemeinsame Normdatei: 124386852X
- International Standard Name Identifier: 0000 0000 5330 7592
- Library of Congress Control Number: no99044483
- Nederlandse Thesaurus van Auteursnamen: 100724558
- Virtual International Authority File: 48862633
- WorldCat: E39PBJcWvJhDRfhQfrXPv69dQq